# لیا اوپری
لیا اوپری (انگلیسی: Liah O'Prey؛ زادهٔ ۱۵ دسامبر ۱۹۹۹) بازیگر اهل اسپانیا است. وی از سال ۲۰۱۱ میلادی تاکنون مشغول فعالیت بوده‌است.
از فیلم‌ها یا برنامه‌های تلویزیونی که وی در آن نقش داشته‌است، می‌توان به برف سیاه و دومینا اشاره کرد.